# Scrupocellarinella
Scrupocellarinella is een monotypisch geslacht van mosdiertjes uit de  familie van de Candidae. De wetenschappelijke naam ervan is in 1985 voor het eerst geldig gepubliceerd door d'Hondt & Schopf.

## Soort
- Scrupocellarinella rostrata d'Hondt & Schopf, 1985